# 王師凱黨部
王師凱黨部為中國國民黨昔日在軍中發展的特種黨部，1992年前後在郝柏村行政院長任內脫離軍隊，2000年併入黃復興黨部。
部份文件作者名為「王師凱」，部份社論作者名為「王師凱」。